# Conversie (taalkunde)
In de taalkunde wordt het begrip conversie voor twee verschillende woordvormingsprocessen gebruikt:
- conversie als intertalig proces;
- conversie als verandering van woordsoort.

## Conversie als intertalig proces
De term 'conversie' wordt in de taalkunde gebruikt voor intertalige processen voor het vormen van neologismen en constructies. Daarbij worden vervangingsstrategieën toegepast. Conversies worden op ten minste twee manieren toegepast:
- als leerstrategie;
- als strategie om lexicale gaten op te vullen.

### Conversies als leerstrategie
Wanneer kinderen met twee verwante of anderszins op elkaar lijkende talen opgroeien, zullen ze erachter komen dat die talen regelmatige verschillen in woordenschat, grammatica en idioom vertonen. De regelmaat in die verschillen kan het kind als leerstrategie gebruiken. Zo kan een kind dat met Frans en met Nederlands opgroeit de leerhypothese opstellen dat Franse woorden op -tion ook in het Nederlands voorkomen, maar dan met de uitgang -tie. In veel gevallen wordt die hypothese gesteund door positief bewijs. Zo zijn de Franse woorden redaction, télévision en publication correct om te zetten naar de Nederlandse woorden redactie, televisie en publicatie door -tion te vervangen door -tie. Het kind zal conversie minder inzetten als het ontdekt dat er vaak sprake is van overgeneralisatiefouten, zoals statie in plaats van station of destinatie voor bestemming.

### Conversies als strategie om lexicale gaten op te vullen
Wanneer een tweetalige spreker in een bepaald domein of register vloeiender is in de ene taal dan in de andere, kan het voorkomen dat hij woorden of constructies in de ene taal wel en in de andere taal niet voorhanden heeft. Iets soortgelijks kan voorkomen wanneer bepaalde woorden of constructies in een van de twee talen niet voorkomen of relatief onbekend zijn. In zulke gevallen kan de spreker vervangingsstrategieën toepassen op een woord of constructie uit de ene taal, waardoor er een bruikbare uiting in de andere taal ontstaat. Zo kan een spreker die vertrouwd is met de Engelse uitdrukking go for it deze woordelijk omzetten naar het Nederlandse ervoor gaan en die constructie gebruiken in de betekenis ernaar streven. Wanneer een dergelijke conversie buiten de standaardnorm van de ontvangende taal valt, noemen we haar een barbarisme.

## Conversie als verandering van woordsoort
Binnen een taal treden ook woordvormingsprocessen op die met de term 'conversie' worden aangeduid. De neologismen worden gevormd door bestaande woorden van een andere woordsoort te gebruiken als zelfstandig naamwoord of werkwoord. Hieronder staan een paar voorbeelden:
- Ik houd van het groen in haar ogen. (het bijvoeglijk naamwoord groen wordt gebruikt als zelfstandig naamwoord)
- Nu ik een zere pols heb, muis ik zo weinig mogelijk. (het zelfstandig naamwoord muis wordt gebruikt als werkwoord)